# Convorbiri literare

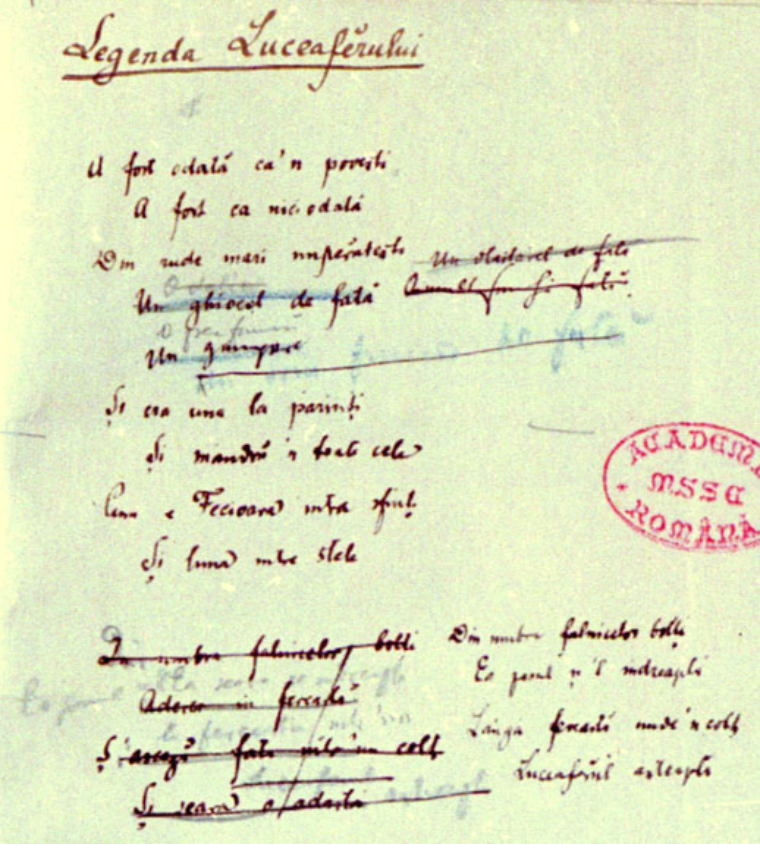
În anul 1883 a fost publicat poemul „Luceafărul”, în revista Convorbiri literare (Manuscris din 1882)

Convorbiri literare este o revistă literară lunară care apare la Iași. Între 1944 și 1970 a fost suspendată.
În primul număr al revistei, Iacob Negruzzi preciza: „Sub numele de <<Convorbiri Literare>> va apărea la două săptămâni o revistă în formatul stinsei România Literară”.

## Istoric
Revista a fost organul de presă al Societății literare Junimea. Primul număr a apărut la 1 martie 1867, la Iași, unde revista a funcționat până în 1886. Între 1886 și 1944 apare la București, avându-l ca redactor pe Iacob Negruzzi, care predă apoi conducerea unui comitet format din foști elevi ai lui Titu Maiorescu: Mihail Dragomirescu, Simion Mehedinți, P. P. Negulescu, Rădulescu-Motru.
Printre colaboratori s-au numărat Mihai Eminescu, care publică aici majoritatea poeziilor sale; Ion Creangă, care "subpublică" primele trei părți din "Amintiri" și o serie de povești; Ion Luca Caragiale, care "subpublică" majoritatea comediilor sale; Ioan Slavici, care publică nuvele și povești; Vasile Alecsandri, George Coșbuc, Panait Cerna, Octavian Goga, Dinu Zamfirescu, I. Al. Brătescu Voinești și alți scriitori reprezentativi ai vremii.
Publicația se va bucura de cel mai înalt prestigiu din literatura română, ea impunând, încă de la apariția, o direcție nouă, modernă, întregii noastre culturi, definindu-se prin spiritul ei etic și sentimentul valorii estetice.
Revista Convorbiri literare, apărută la Iași ca organ al Societății Junimea, la 1 martie 1867, a fost recunoscută, încă de la prima serie condusă de Iacob Negruzzi, de contemporani mai mult tacit, iar de urmași cu admirație, drept o revistă de orientare și dominație culturală de mare importanță în contra beției de cuvinte, a agramatismelor și subliteraturii și imposturii întru afirmarea direcției noi maioresciene, care și astăzi face legea, direcție care s-a impus și perpetuat în cultura națională din ultimul veac și jumătate.
Cu o vârstă venerabilă și cu o istorie impresionantă, în paginile ei au semnat cei mai importanți clasici ai literaturii române, cei mai mari scriitori ai epocii moderne, iar în prezent în paginile ei semnează reprezentanți de seamă ai literaturii contemporane. Revista își păstrează și acum interesul pentru afirmarea tinerilor scriitori.

### Scurtă cronologie
Între 1 martie 1867 și 31 decembrie 1884 revista apare la Iași.
1 martie 1867 – 31 Decembrie 1895, Director Iacob Negruzzi.
De la 1 ianuarie 1885  apare la București.
1 septembrie 1888 – 15 martie 1889, Director interimar Nicolae Petrescu.
1 ianuarie 1902 – 31 decembrie 1906, Director Ioan Bogdan.
1 ianuarie 1907 – 31 decembrie 1923, Director Simion Mehedinți.
Un hiatus în apariția revistei este provocat de ocuparea germană a Bucureștiului, între 1916-1918.
1 ianuarie 1924 – 20 februarie 1939, Director Al. Tzigara Samurcaș.
20 februarie 1939 – 31 iulie 1944, Director I.E. Torouțiu
Avem un nou hiatus în apariția revistei, din august 1944, în urma ocupației sovietice, pînă în aprilie 1970, cînd „Iașul literar”, care apărea la Iași din 1952, reia numele de „Convorbiri literare” .
1 mai 1970 – 31 iunie 1971, Redactor șef Dumitru Ignea.
1 ianuarie 1972 – 31 martie 1976, Redactor șef Corneliu Ștefanachi.
1 septembrie 1977 – 30 noiembrie 1989, Redactor șef Corneliu Sturzu.
15 februarie 1990 – 30 noiembrie 1995, Redactor șef Alexandru Dobrescu.
În perioada imediat postrevoluționară revista are mari sincope în apariție, cu schimbarea periodicității și o politizare excesivă.

## Seria nouă
Noua serie a revistei „Convorbiri literare” apare din ianuarie 1996 la Iași, lunar, la fiecare 20 ale lunii, în format tabloid (30x45 cm), cu 48 de pagini, din care 8 în policromie, având ca editor Uniunea Scriitorilor din România.

Director este în prezent Cassian Maria Spiridon, iar redactor-șef, Mircea Platon.
Din 1996 actuala redacție organizează „Zilele revistei Convorbiri literare”, cadru în care se acordă anual premiile revistei.
Convorbiri literare apare lunar, are 200 pagini și în format carte, dimensiuni 19x26,5 cm. Fiecare număr este însoțit de un supliment de poezie contemporană românească.
Redacția revistei este compusă din Cassian Maria Spiridon – director, Mircea Platon – redactor șef, Marius Chelaru – redactor șef adjunct, Dragoș Cojocaru – secretar general de redacție, Liviu Papuc și Antonio Patraș – redactori.
Revista este a Uniunii Scriitorilor din România și este editată de Asociația Revista Convorbiri literare.

## Directori
- Iacob Negruzzi, Director (1867-1895);
- Nicolae Petrescu, Director interimar (1888-1889);
- Ioan Bogdan, Director (1902-1906);
- Simion Mehedinți, Director (1907-1923);
- Alexandru Tzigara-Samurcaș, Director (1924-1939);
- I.E. Torouțiu, Director (1939-1944);
- Dumitru Ignea, Redactor șef (1970-1971);
- Corneliu Ștefanache, Redactor șef (1972-1976);
- Corneliu Sturzu, Redactor șef (1977-1989);
- Alexandru Marcel Dobrescu, Redactor șef (1990-1995);
- Cassian Maria Spiridon, Director (1995-prezent).